# Farmersburg (Iowa)
Farmersburg – miasto w Stanach Zjednoczonych, w stanie Iowa, w hrabstwie Clayton. W 2000 liczyło 300 mieszkańców.